# Pfarrhaus Allersheim (Giebelstadt)

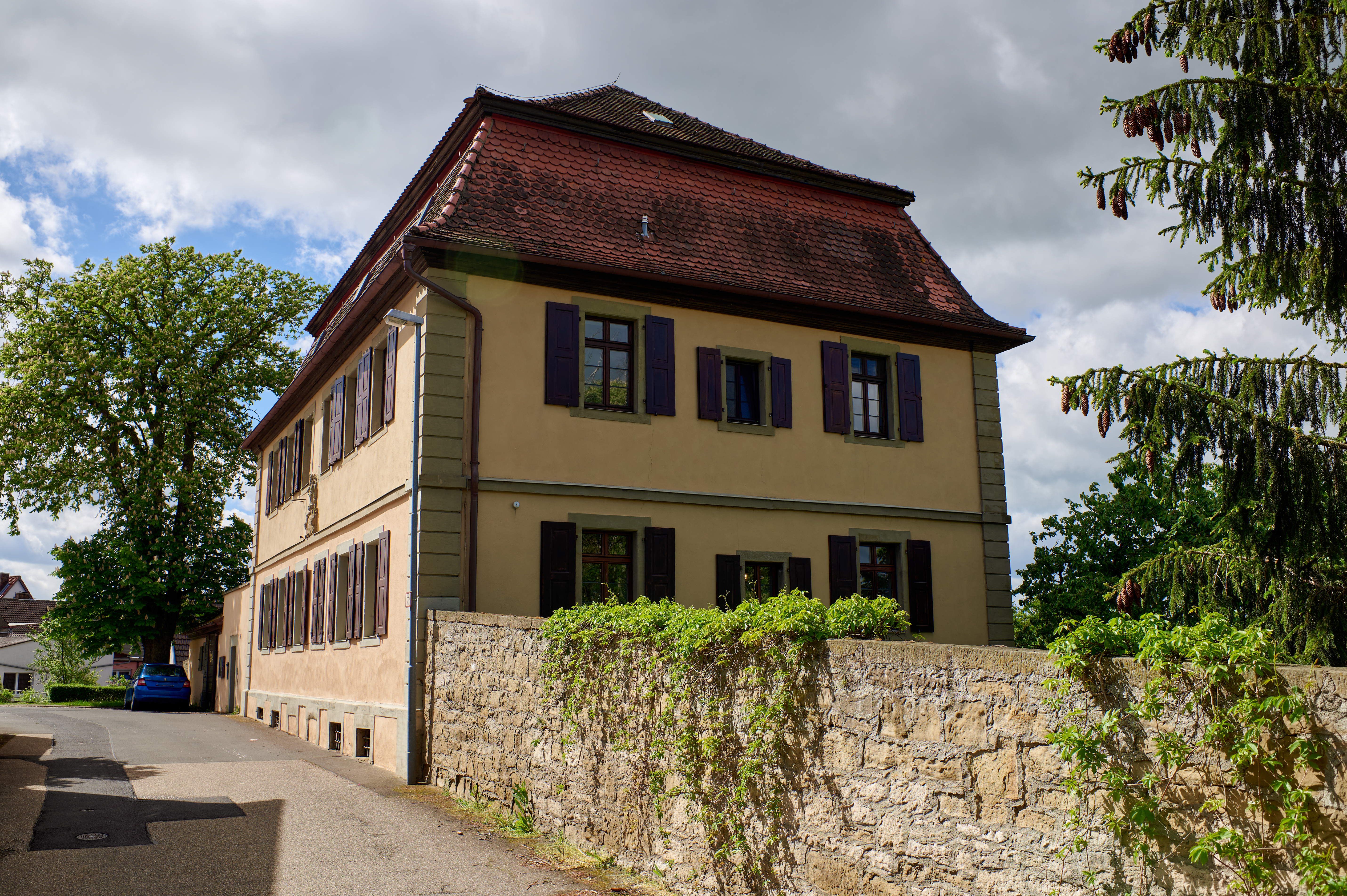
Ehemaliges Pfarrhaus in Allersheim

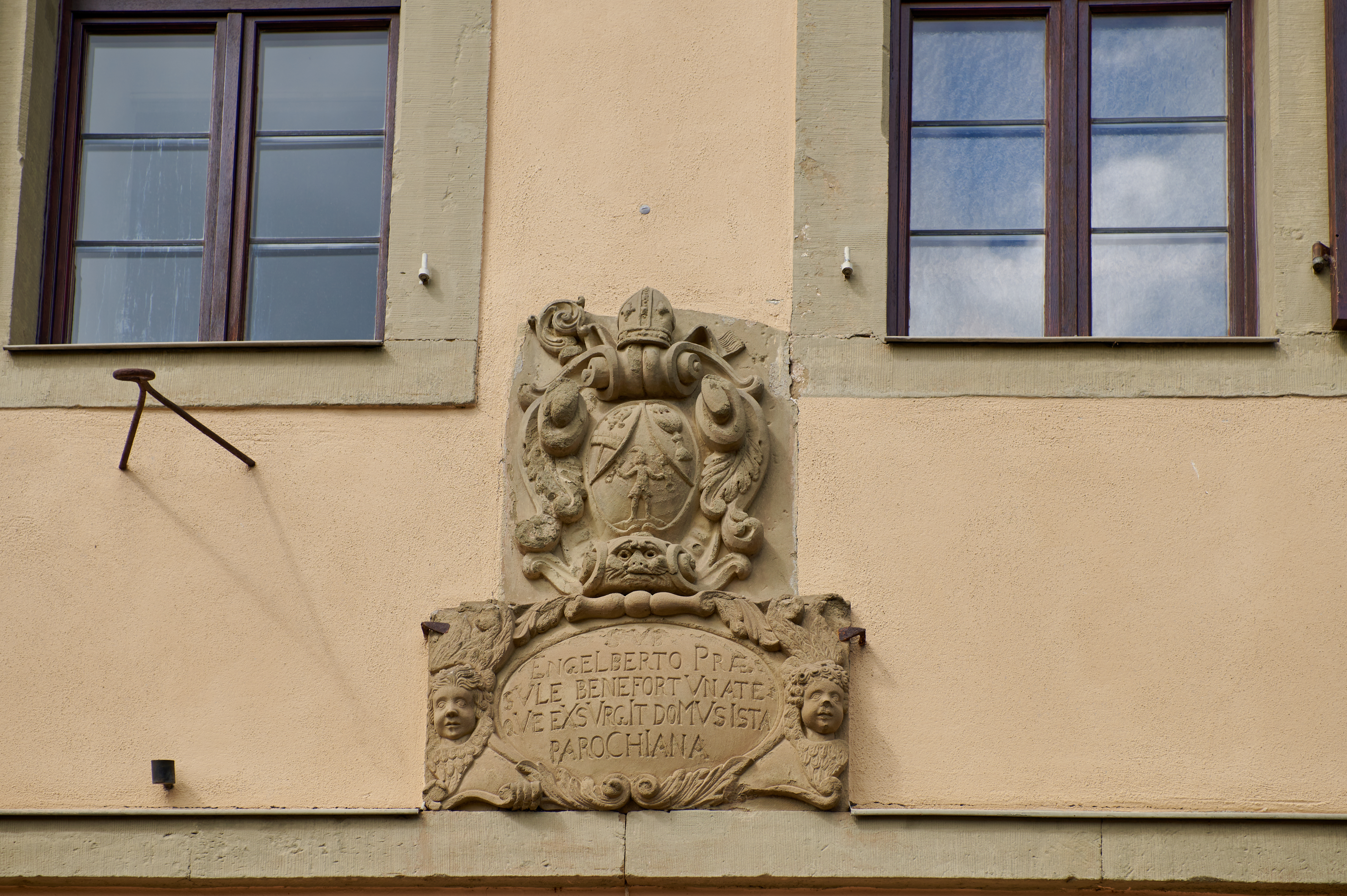
Wappen und Inschrift

Das Pfarrhaus in Allersheim, einem Gemeindeteil der bayerischen Gemeinde Giebelstadt im Landkreis Würzburg in Unterfranken, wurde 1743 von Johann David Steingruber errichtet. Das ehemalige katholische Pfarrhaus an der Bergstraße 8 ist ein geschütztes Baudenkmal.
Der zweigeschossige Mansardwalmdachbau mit sechs zu drei Fensterachsen und gefugten Ecklisenen hat an der straßenseitigen Fassade das Wappen des Klosters Bronnbach und eine Inschrifttafel mit Rollwerk und Putten. 

Die Inschrift lautet: 

„SVB ENGELBERTO PRAESVLE BENE FORTVNATE QVE EXSVRGIT DOMVS ISTA PAROCHIANA“

„Unter Abt Engelbertus erhebt sich gut und gesegnet dieses pfarrliche Haus.“

Das Chronogramm, siehe die fetten Buchstaben der Inschrift, ergibt die Jahreszahl 1743. Unter Engelbert Schäffner (1687–1752), Abt des Klosters Bronnbach von 1724 bis 1742, wurde das Pfarrhaus gebaut.